# Tambangan (Manna)
Tambangan is een bestuurslaag in het regentschap Bengkulu Selatan van de provincie Bengkulu, Indonesië. Tambangan telt 751 inwoners (volkstelling 2010).